# ШахМат (короткометражный фильм)
«ШахМат» (англ. Checkmate) — короткометражный фильм-драма британского режиссёра Джейсона Бредбери и сценариста Юджинии Карузо 2016 года. Спродюсировали фильм Тим Модридж и Жиль Монселл, а исполнительными продюсерами выступили Сузанна Каппельяро и Эми Гиллиам. Александр Шульгин написал оригинальную музыку к фильму и создал саундтрек «CheckMate» на основе оригинальной музыки к фильму, а также выступил сопродюсером фильма. Костюмы были созданы Ульяной Сергеенко по архивным материалам Анн Демельмейстер. Выбор костюмов осуществлён стилистом Дэви Саттоном.

## Сюжет
Просперити в ловушке. В погоне за совершенством она должна сражаться с оппонентом, своей сестрой — Пеньюри за магической шахматной доской. Эта игра напрямую влияет на судьбы двух молодых влюблённых, живущих в далёкой сказочной стране. По мере развития и приближения игры к финалу перед зрителем формулируется вопрос, может ли совершенство длиться дольше мгновения? Просперити бросает все силы на то, чтобы выиграть, но в результате забывается и остаётся в ловушке магической игры.

## Место съёмок
Фильм был снят в Северном Уэльсе. Основные места съёмок замок Долбадарн, особняк Барон Хилл и регион Сноудония.

## В ролях
| Актёр              | Роль       | Оригинальная роль |
| ------------------ | ---------- | ----------------- |
| Орнелла Мути       | Пеньюри    | англ. Penury      |
| Шан Филлипс        | Просперити | англ. Prosperity  |
| Сузанна Каппельяро | Ирина      | англ. Irina       |
| Локлен Нибор       | Димитрий   | англ. Dimitri     |
| Юджиния Карузо     | Судьба     | англ. Fate        |